# Cod ATC J01
Codul ATC J01 Antibacteriene de uz sistemic este o parte a sistemului de clasificare anatomică, terapeutică și chimică a medicamentelor, un sistem dezvoltat de către Organizația Mondială a Sănătății (OMS) pentru clasificarea medicamentelor și a altor produse medicinale. Subgrupul J01 este o parte a grupului J Antiinfecțioase de uz sistemic.
Codurile pentru preparatele de uz veterinar sunt create prin alipirea literei Q în fața codului ATC corespunzător produsului pentru uz uman; de exemplu, QJ01. Codurile ATCvet care nu au un cod ATC corespunzător produsului de uz uman sunt citate începând cu Q în lista următoare.

## J 01 ATetracicline

### J01AA Tetracicline
J01AA01 Demeclociclină
J01AA02 Doxiciclină
J01AA03 clortetraciclină
J01AA04 Limeciclină
J01AA05 Metaciclină
J01AA06 Oxitetraciclină
J01AA07 Tetraciclină
J01AA08 Minociclină
J01AA09 Rolitetraciclină
J01AA10 Penimepiciclină
J01AA11 Clomociclină
J01AA12 Tigeciclină
J01AA13 Eravaciclină
J01AA14 Sareciclină
J01AA15 Omadaciclină
J01AA20 Combinații de tetracicline
QJ01AA53 Clortetraciclină, combinații
J01AA56 Oxitetraciclină, combinații

## J 01 BAmfenicoli

### J01BA Amfenicoli
J01BA01 Cloramfenicol
J01BA02 Tiamfenicol
J01BA52 Tiamfenicol, combinații
QJ01BA90 Florfenicol
QJ01BA99 Amfenicoli, combinații

## J 01Antibiotice beta-lactamice,peniciline

### J 01 CA Peniciline cu spectru larg
J01CA01 Ampicilină
J01CA02 Pivampicilină
J01CA03 Carbenicilină
J01CA04 Amoxicilină
J01CA05 Carindacilină
J01CA06 Bacampicilină
J01CA07 Epicilină
J01CA08 Pivmecilinam
J01CA09 Azlocilină
J01CA10 Mezlocilină
J01CA11 Mecilinam (Amdinocilină)
J01CA12 Piperacilină
J01CA13 Ticarcilină
J01CA14 Metampicilină
J01CA15 Talampicilină
J01CA16 Sulbenicilină
J01CA17 Temocilină
J01CA18 Hetacilină
J01CA19 Aspoxicilină
J01CA20 Combinații
J01CA51 Ampicilină, combinații

### J 01 E Peniciline sensibile la beta-lactamază
J01CE01 Benzilpenicilină
J01CE02 Fenoximetilpenicilină
J01CE03 Propicilină
J01CE04 Azidocilină
J01CE05 Feneticilină
J01CE06 Penamecilină
J01CE07 Clometocilină
J01CE08 Benzatin benzilpenicilină
J01CE09 Procain benzilpenicilină
J01CE10 Benzatin fenoximetilpenicilină
J01CE30 Combinații
QJ01CE90 Iodhidrat de fenamat
QJ01CE91 Benetamin penicilină

### J 01 F Peniciline rezistente la beta-lactamază
J01CF01 Dicloxacilină
J01CF02 Cloxacilină
J01CF03 Meticilină
J01CF04 Oxacilină
J01CF05 Flucloxacilină
J01CF06 Nafcilină

### J 01 GInhibitori de beta-lactamază
J01CG01 Sulbactam
J01CG02 Tazobactam

### J 01 R Combinații de peniciline, inclusiv cu inhibitori de beta-lactamază
J01CR01 Ampicilină și inhibitor de beta-lactamază
J01CR02 Amoxicilină și inhibitor de beta-lactamază
J01CR03 Ticarcilină și inhibitor de beta-lactamază
J01CR04 Sultamicilină
J01CR05 Piperacilină și inhibitor de beta-lactamază
J01CR50 Combinații de peniciline

## J01D Alteantibiotice beta-lactamice

### J01DB Cefalosporine de generația 1
J01DB01 Cefalexină
J01DB02 Cefaloridină
J01DB03 Cefalotină
J01DB04 Cefazolină
J01DB05 Cefadroxil
J01DB06 Cefazedonă
J01DB07 Cefatrizină
J01DB08 Cefapirină
J01DB09 Cefradină
J01DB10 Cefacetrile
J01DB11 Cefroxadină
J01DB12 Ceftezol

### J01DC Cefalosporine de generația a 2-a
J01DC01 Cefoxitină
J01DC02 Cefuroximă
J01DC03 Cefamandol
J01DC04 Cefaclor
J01DC05 Cefotetan
J01DC06 Cefonicid
J01DC07 Cefotiam
J01DC08 Loracarbef
J01DC09 Cefmetazol
J01DC10 Cefprozil
J01DC11 Ceforanid
J01DC12 Cefminox
J01DC13 Cefbuperazonă
J01DC14 Flomoxef

### J01DD Cefalosporine de generația a 3-a
J01DD01 Cefotaximă
J01DD02 Ceftazidimă
J01DD03 Cefsulodină
J01DD04 Ceftriaxonă
J01DD05 Cefmenoximă
J01DD06 Latamoxef
J01DD07 Ceftizoximă
J01DD08 Cefiximă
J01DD09 Cefodizimă
J01DD10 Cefetamet
J01DD11 Cefpiramidă
J01DD12 Cefoperazonă
J01DD13 Cefpodoximă
J01DD14 Ceftibuten
J01DD15 Cefdinir
J01DD16 Cefditoren
J01DD17 Cefcapen
J01DD18 Cefteram
J01DD51 Cefotaximă și inhibitor de beta-lactamază
J01DD52 Ceftazidimă și inhibitor de beta-lactamază
J01DD54 Ceftriaxonă, combinații
J01DD62 Cefoperazone și inhibitor de beta-lactamază
J01DD63 Ceftriaxone și inhibitor de beta-lactamază
J01DD64 Cefpodoxime și inhibitor de beta-lactamază
QJ01DD90 Ceftiofur
QJ01DD91 Cefovecină
QJ01DD99 Ceftiofur, combinații

### J01DE Cefalosporine de generația a 4-a
J01DE01 Cefepimă
J01DE02 Cefpiromă
J01DE03 Cefozopran
QJ01DE90 Cefchinomă

### J01DFMonobactame
J01DF01 Aztreonam
J01DF02 Carumonam

### J01DHCarbapeneme
J01DH02 Meropenem
J01DH03 Ertapenem
J01DH04 Doripenem
J01DH05 Biapenem
J01DH06 Tebipenem pivoxil
J01DH51 Imipenem și cilastatină
J01DH52 Meropenem și vaborbactam
J01DH55 Panipenem și betamipron

### J01DI Alte cefalosporine și peneme
J01DI01 Ceftobiprol
J01DI02 Ceftarolină
J01DI03 Faropenem
J01DI54 Ceftolozan și inhibitor de beta-lactamază

## J 01 ESulfamideantibacteriene șitrimetoprim
Subgrupele J01EA–E sunt incluse doar în clasificarea ATC pentru produse de uz uman.

### J01EA Trimetoprim și derivați
J01EA01 Trimetoprim 
J01EA02 Brodimoprim
J01EA03 Iclaprim

### J01EB Sulfamide cu durată scurtă de acțiune
J01EB01 Sulfaizodimidină
J01EB02 Sulfametizol
J01EB03 Sulfadimidină
J01EB04 Sulfapiridină
J01EB05 Sulfafurazol
J01EB06 Sulfanilamidă
J01EB07 Sulfatiazol
J01EB08 Sulfatiouree
J01EB20 Combinații

### J01EC Sulfamide cu durată intermediară de acțiune
J01EC01 Sulfametoxazol
J01EC02 Sulfadiazină
J01EC03 Sulfamoxol
J01EC20 Combinații

### J01ED Sulfamide cu durată lungă de acțiune
J01ED01 Sulfadimetoxină
J01ED02 Sulfalen
J01ED03 Sulfametomidină
J01ED04 Sulfametoxidiazină
J01ED05 Sulfametoxipiridazină
J01ED06 Sulfaperin
J01ED07 Sulfamerazină
J01ED08 Sulfafenazol
J01ED09 Sulfamazon
J01ED20 Combinații

### J01EE Combinații de sulfamide și trimetoprim, inclusiv derivați
J01EE01 Sulfametoxazol și trimetoprim
J01EE02 Sulfadiazină și trimetoprim
J01EE03 Sulfametrol și trimetoprim
J01EE04 Sulfamoxol și trimetoprim
J01EE05 Sulfadimidină și trimetoprim
J01EE06 Sulfadiazină și tetroxoprim
J01EE07 Sulfamerazină și trimetoprim

### QJ01EQ Sulfamide
QJ01EQ01 Sulfapirazol
QJ01EQ02 Sulfametizol
QJ01EQ03 Sulfadimidine
QJ01EQ04 Sulfapiridină
QJ01EQ05 Sulfafurazol
QJ01EQ06 Sulfanilamidă
QJ01EQ07 Sulfatiazol
QJ01EQ08 Sulfafenazol
QJ01EQ09 Sulfadimetoxină
QJ01EQ10 Sulfadiazină
QJ01EQ11 Sulfametoxazol
QJ01EQ12 Sulfaclorpiridazină
QJ01EQ13 Sulfadoxină
QJ01EQ14 Sulfatroxazol
QJ01EQ15 Sulfametoxipiridazină
QJ01EQ16 Sulfazuinoxalină
QJ01EQ17 Sulfamerazină
QJ01EQ18 Sulfamonometoxină
QJ01EQ19 Sulfalen
QJ01EQ21 Sulfacetamidă
QJ01EQ30 Combinații de sulfamide
QJ01EQ59 Sulfadimetoxină, combinații

### QJ01EW Combinații de sulfamide și trimetoprim, inclusiv derivați
QJ01EW03 Sulfadimidină și trimetoprim
QJ01EW09 Sulfadimetoxină și trimetoprim
QJ01EW10 Sulfadiazină și trimetoprim
QJ01EW11 Sulfametoxazol și trimetoprime
QJ01EW12 Sulfaclorpiridazină și trimetoprim
QJ01EW13 Sulfadoxină și trimetoprim
QJ01EW14 Sulfatroxazol și trimetoprim
QJ01EW15 Sulfametoxipiridazină și trimetoprim
QJ01EW16 Sulfachinoxalină și trimetoprim
QJ01EW17 Sulfamonometoxină și trimetoprim
QJ01EW18 Sulfamerazină și trimetoprim
QJ01EW19 Sulfadimetoxină și ormetoprim
QJ01EW30 Combinații de sulfamide și trimetoprim

## J 01 FMacrolide,lincosamideșistreptogramine

### J01FA Macrolide
J01FA01 Eritromicină
J01FA02 Spiramicină
J01FA03 Midecamicină
J01FA05 Oleandomicină
J01FA06 Roxitromicină
J01FA07 Josamicină
J01FA08 Troleandomicină
J01FA09 Claritromicină
J01FA10 Azitromicină
J01FA11 Miocamicină
J01FA12 Rokitamicină
J01FA13 Diritromicină
J01FA14 Fluritromicină
J01FA15 Telitromicină
J01FA16 Solitromicină
QJ01FA90 Tilosin
QJ01FA91 Tilmicosin
QJ01FA92 Tilvalosin
QJ01FA93 Kitasamicină
QJ01FA94 Tulatromicină
QJ01FA95 Gamitromicină
QJ01FA96 Tildipirosin
QJ01FA99 Macrolide, combinații cu alte substanțe

### J01FF Lincosamide
J01FF01 Clindamicină
J01FF02 Lincomicină
QJ01FF52 Lincomicină, combinații

### J01FG Streptogramin
J01FG01 Pristinamicină
J01FG02 Chinupristină/dalfopristină
QJ01FG90 Virginiamicină

## J 01 GAminoglicozide

### J01GAStreptomicine
J01GA01 Streptomicină
J01GA02 Streptoduocină
QJ01GA90 Dihidrostreptomicină
QJ01GA99 Combinații de streptomicine

### J01GB Alte aminoglicozide
J01GB01 Tobramicină
J01GB03 Gentamicină
J01GB04 Kanamicină
J01GB05 Neomicină
J01GB06 Amikacină
J01GB07 Netilmicină
J01GB08 Sisomicină
J01GB09 Dibekacină
J01GB10 Ribostamicină
J01GB11 Isepamicină
J01GB12 Arbekacină
J01GB13 Bekanamicină
J01GB14 Plazomicină
QJ01GB90 Apramicină
QJ01GB91 Framicetină
QJ01GB92 Paromomicină

## J 01 MChinolone
În ATCvet, acest subgrup este dneumit "QJ01M Antibiotice chinolonice și chinoxalinice".

### J01MAFluorochinolone
J01MA01 Ofloxacină
J01MA02 Ciprofloxacină
J01MA03 Pefloxacină
J01MA04 Enoxacină
J01MA05 Temafloxacină
J01MA06 Norfloxacină
J01MA07 Lomefloxacină
J01MA08 Fleroxacină
J01MA09 Sparfloxacină
J01MA10 Rufloxacină
J01MA11 Grepafloxacină
J01MA12 Levofloxacină
J01MA13 Trovafloxacină
J01MA14 Moxifloxacină
J01MA15 Gemifloxacină
J01MA16 Gatifloxacină
J01MA17 Prulifloxacină
J01MA18 Pazufloxacină
J01MA19 Garenoxacină
J01MA21 Sitafloxacină
J01MA22 Tosufloxacină
J01MA23 Delafloxacină
QJ01MA90 Enrofloxacină
QJ01MA92 Danofloxacină
QJ01MA93 Marbofloxacină
QJ01MA94 Difloxacină
QJ01MA95 Orbifloxacină
QJ01MA96 Ibafloxacină
QJ01MA97 Pradofloxacină
QJ01MA98 Sarafloxacină

### J01MB Alte chinolone
J01MB01 Rosoxacină
J01MB02 Acid nalidixic
J01MB03 Acid piromidic
J01MB04 Acid pipemidic
J01MB05 Acid oxolinic
J01MB06 Cinoxacină
J01MB07 Flumechină
J01MB08 Nemonoxacină

### QJ01MQChinoxaline
QJ01MQ01 Olachindox

## J01R Combinații de antibacteriene

### J01RA Combinații de antibacteriene
J01RA01 Peniciline, combinații cu alte antibacteriene
J01RA02 Sulfamide, combinații cu alte antibacteriene (excluzând trimetoprim)
J01RA03 Cefuroximă și metronidazol
J01RA04 Spiramicină și metronidazole
J01RA05 Levofloxacin și ornidazole
J01RA06 Cefepimă și amikacină
J01RA07 Azithromicină, fluconazol și secnidazol
J01RA08 Tetraciclină și oleandomicină
J01RA09 Ofloxacină și ornidazol
J01RA10 Ciprofloxacină și metronidazol
J01RA11 Ciprofloxacină și tinidazol
J01RA12 Ciprofloxacină și ornidazol
J01RA13 Norfloxacină și tinidazol
QJ01RA80 Derivați de nitrofuran, combinații cu alte antibacteriene
QJ01RA90 Tetracicline, combinații cu alte antibacteriene
QJ01RA91 Macrolide, combinații cu alte antibacteriene
QJ01RA92 Amfenicoli, combinații cu alte antibacteriene
QJ01RA94 Lincosamide, combinații cu alte antibacteriene
QJ01RA95 Polimixine, combinații cu alte antibacteriene
QJ01RA96 Chinolone, combinații cu alte antibacteriene
QJ01RA97 Aminoglicozide, combinații cu alte antibacteriene

### QJ01RV combinații de antibacteriene cu alte substanțe
QJ01RV01 Antibacteriene și corticosteroizi

## J 01 X Alte antibacteriene

### J01XAAntibiotice glicopeptidice
J01XA01 Vancomicină
J01XA02 Teicoplanină
J01XA03 Telavancină
J01XA04 Dalbavancină
J01XA05 Oritavancină

### J01XBPolimixine
J01XB01 Colistină
J01XB02 Polimixină B

### J01XC Antibioticesteroidice
J01XC01 Acid fusidic

### J01XD Derivați denitroimidazol
J01XD01 Metronidazol
J01XD02 Tinidazol
J01XD03 Ornidazol

### J01XE Derivați denitrofuran
J01XE01 Nitrofurantoină
J01XE02 Nifurtoinol
J01XE03 Furazidină
J01XE51 Nitrofurantoină, combinații
QJ01XE90 Furazolidonă
QJ01XE91 Nifurpirinol

### QJ01XQPleuromutiline
QJ01XQ01 Tiamulină
QJ01XQ02 Valnemulină

### J01XX Alte antibacteriene
J01XX01 Fosfomicină
J01XX02 Xibornol
J01XX03 Clofoctol
J01XX04 Spectinomicină
J01XX05 Metenamină
J01XX06 Acid mandelic
J01XX07 Nitroxolină
J01XX08 Linezolid
J01XX09 Daptomicină
J01XX10 Bacitracină
J01XX11 Tedizolid
J01XX12 Lefamulină
QJ01XX55 Metenamină, combinații
QJ01XX93 Furaltadonă
QJ01XX95 Novobiocină